# 方悴农
方悴农（1913年—），男，江苏武进人，中华人民共和国农学家。曾任中国农学会副会长、荣誉理事，中国作物学会副理事长，中国农业工程学会副理事长。